# Rue Modigliani
La rue Modigliani est une voie du 15e arrondissement de Paris, en France.

## Situation et accès
La rue Modigliani est une voie située dans le 15e arrondissement de Paris. Elle débute au 89, rue Balard et 219, rue Saint-Charles et se termine au 10, rue Jongkind.

## Origine du nom
Elle porte le nom du peintre, dessinateur et sculpteur italien de l'École de Paris Amedeo Modigliani (1884-1920).

## Historique
Cette rue piétonne a été créée en 1981 à l’occasion du changement d’affectation des anciennes usines Citroën.
Le mail de la rue Modigliani forme avec le square Jean-Cocteau, créé à la même occasion, l'espace vert « square Jean-Cocteau et mail Modigliani ». Une sculpture, La Fontaine des Polypores de Jean-Yves Lechevallier, aussi nommée Fontaine Modigliani, marque dans la rue Modigliani l'entrée de cet espace vert du côté de la rue Saint-Charles.